# Pachycara angeloi
Pachycara angeloi — вид костистих риб родини бельдюгових (Zoarcidae). Відкритий у 2021 році.

## Поширення
Глибоководний вид, що поширений в Індійському океані. Описаний з п'яти екземплярів, виловлених на глибині 2419–3275 м на півдні Центральноіндійського та Південно-Східного Індійського хребтів.